# الطاهر الرعد
الطاهر الرعد (1946 - 2016) حارس المنتخب المغربي في السبعينات، ولد بالمحمدية سنة 1946 شارك مع منتخب المغرب قي كأس العالم 1970 وكأس أفريقيا 1976 الذي فازت به المغرب. اعتزل اللعب الدولي سنة 1979 وكان عمره 33 سنة.

## وفاته
توفي 1 سبتمبر 2016 بعد تعرضه لأزمة قلبية عن عمر يناهز 70 عاما.